# Lamorlaye

Lamorlaye este o comună în departamentul Oise, Franța. În 1 ianuarie 2022 avea o populație de 9.097 de locuitori.